# Muslim Ataièv
Muslim Ataièv   (Kyondelen, 24 de juny de 1973 - Nàltxik, 27 de gener de 2005) també conegut com a emir Sayfullah, fou un fundador de l'organització terrorista Wilaya Unida de Kabarda, Balkària i Karatxai, que més tard va passar a formar part del sector de Kabardino-Balkària del Front del Caucas. Ataièv era d'ètnia balkar i va començar la seva carrera militar com a voluntari lluitant a Txetxènia.